# Melanargia tapaishanensis
Melanargia tapaishanensis är en fjärilsart som beskrevs av Wagener 1959 . Melanargia tapaishanensis ingår i släktet Melanargia och familjen praktfjärilar. Inga underarter finns listade i Catalogue of Life.